# Vladyslav Kočerhin
Vladyslav Serhijovyč Kočerhin (in ucraino Владислав Сергійович Кочергін?; Odessa, 30 aprile 1996) è un calciatore ucraino, centrocampista del Raków Częstochowa e della nazionale ucraina.

## Caratteristiche tecniche
È un trequartista.

## Carriera

### Club
Cresciuto nelle giovanili del Dnipro, ha esordito in prima squadra il 24 luglio 2016 in occasione del match di campionato vinto 5-0 contro il Volyn'.
Nel mercato estivo del 2017 viene acquistato dallo Zorja.

### Nazionale
L'8 settembre 2021 esordisce in nazionale maggiore in amichevole contro la Rep. Ceca.

## Statistiche

### Presenze e reti nei club
Statistiche aggiornate al 24 settembre 2018.
| Stagione                      | Squadra         | Campionato      | Campionato | Campionato | Coppe nazionali | Coppe nazionali | Coppe nazionali | Coppe continentali | Coppe continentali | Coppe continentali | Altre coppe | Altre coppe | Altre coppe | Totale | Totale | Totale |
| Stagione                      | Squadra         | Comp            | Pres       | Reti       | Comp            | Pres            | Reti            | Comp               | Pres               | Reti               | Comp        | Pres        | Reti        | Pres   | Reti   |        |
| ----------------------------- | --------------- | --------------- | ---------- | ---------- | --------------- | --------------- | --------------- | ------------------ | ------------------ | ------------------ | ----------- | ----------- | ----------- | ------ | ------ | ------ |
| 2016-2017                     | Dnipro          | PL              | 25         | 6          | CU              | 2               | 0               |                    | -                  | -                  |             | -           | -           | 27     | 6      |        |
| 2017-2018 \|rowspan=2\| Zorja | PL              | 13              | 0          | CU         | 1               | 0               | UEL             | 2                  | 0                  |                    | -           | -           | 16          | 0      |        |        |
| 2018-2019                     | PL              | 7               | 0          | CU         | 0               | 0               | UEL             | 4                  | 0                  |                    | -           | -           | 11          | 0      |        |        |
| Totale carriera               | Totale carriera | Totale carriera | 45         | 6          |                 | 3               | 0               |                    | 6                  | 0                  |             | -           | -           | 54     | 6      |        |

### Cronologia presenze e reti in nazionale
| Cronologia completa delle presenze e delle reti in nazionale ― Ucraina | Cronologia completa delle presenze e delle reti in nazionale ― Ucraina | Cronologia completa delle presenze e delle reti in nazionale ― Ucraina | Cronologia completa delle presenze e delle reti in nazionale ― Ucraina | Cronologia completa delle presenze e delle reti in nazionale ― Ucraina | Cronologia completa delle presenze e delle reti in nazionale ― Ucraina | Cronologia completa delle presenze e delle reti in nazionale ― Ucraina | Cronologia completa delle presenze e delle reti in nazionale ― Ucraina |
| Data                                                                   | Città                                                                  | In casa                                                                | Risultato                                                              | Ospiti                                                                 | Competizione                                                           | Reti                                                                   | Note                                                                   |
| ---------------------------------------------------------------------- | ---------------------------------------------------------------------- | ---------------------------------------------------------------------- | ---------------------------------------------------------------------- | ---------------------------------------------------------------------- | ---------------------------------------------------------------------- | ---------------------------------------------------------------------- | ---------------------------------------------------------------------- |
| 8-9-2021                                                               | Plzeň                                                                  | Rep. Ceca                                                              | 1 – 1                                                                  | Ucraina                                                                | Amichevole                                                             | -                                                                      | 76’                                                                    |
| Totale                                                                 |                                                                        | Presenze                                                               | 1                                                                      |                                                                        | Reti                                                                   | 0                                                                      |                                                                        |

## Palmarès

### Club

#### Competizioni nazionali
- Coppa di Polonia: 1

Raków Częstochowa: 2021-2022
- Campionato polacco: 1

Raków Częstochowa: 2022-2023
- Supercoppa di Polonia: 1

Raków Częstochowa: 2022